# Tin whistle

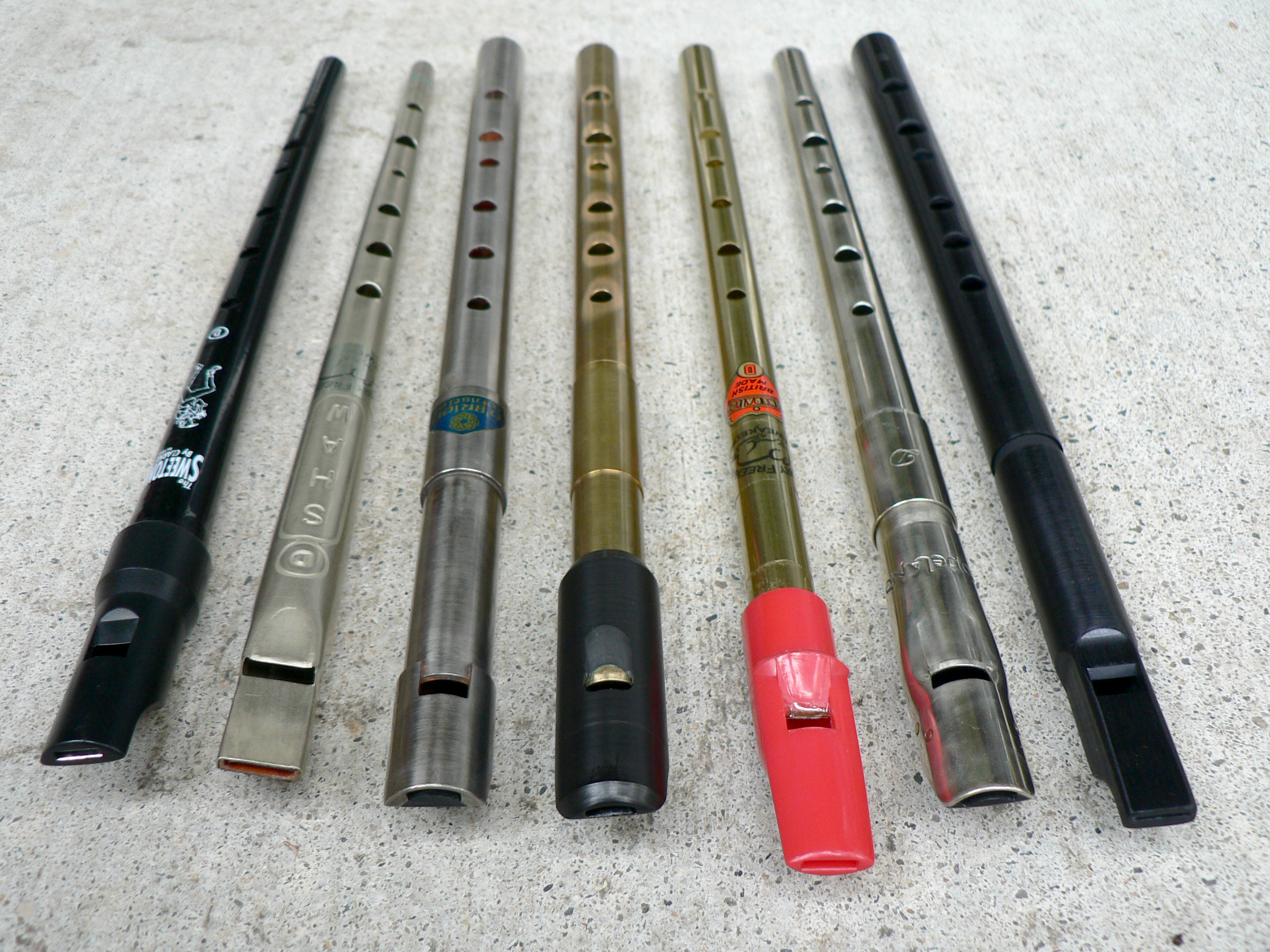
Tin whistle

Tin whistle (äldre beteckning plåtvissla eller bleckflöjt) är en flöjttyp som började masstillverkas under 1800-talet, främst i Storbritannien och Tyskland. Den var billig, och kom därför att användas i lägre samhällsklasser, men har stora musikaliska möjligheter och förknippas numera främst med Skottland och irländsk folkmusik. Instrumentet har sex hål och är oftast stämt i C- eller D-dur. Det har ett omfång på två oktaver och spelas med i princip samma fingersättning som en irländsk tvärflöjt. Instrumentet har utvecklats på många olika sätt och finns därför numera i flera varianter och material.

## Low whistle
En släkting till tin whistle är low whistle. Det är en stor flöjt med sex hål. Den spelas på samma sätt som en tin whistle. Low whistle kan vara stämd i många olika tonarter, men vanligast är C- eller D-dur en eller två oktaver under tin whistle.